# حميط مجدول
حميط مجدول (الاسم العلمي:Tragia volubilis) هو نوع من النباتات يتبع جنس الحميط من الفصيلة الفربيونية.